# 빈 대교
빈 대교(Cầu Bính / 梂丙)는 베트남 하이퐁을 가로지르는 껌강 위에 2005년에 건설된 다리이다. 하이퐁과 투이응우옌현을 연결하고, 꽝닌성으로 나가는 길이 1,280m의 사장교이다.

## 역사
빈 대교의 건설은 2002년 9월 1일에 시작하여 2005년 5월 13일에 완공했다. 일본 정부는 9430억 동 (74억 2600만 엔)의 엔 차관을 공여하고 컨설팅과 건설 공사의 감독도 했다. 또한 해외 경제 협력 기금(JBIC)의 우선 융자의 대상이기도 했다.
빈 대교는 길이 1,280m, 폭 22.5m의 현대적인 사장교로 4차선 자동차 도로, 보도 2개가 설치되어 있다. 다리 아래는 25m로, 3,000 재화중량 톤급의 선박이 통과할 수 있게 되어 있다. 17개의 경간 강철, 2주 콘크리트 합성판 다리로, 높이 102m의 주탑은 철근 콘크리트로 만들었다.
건설 공사는 이시가와지마-하리마 중공업(현 IHI), 미쓰이-스미토모 건설 , 시미즈 건설의 3개의 합작투자사가 담당을 하였고, 공사 기간은 32개월 만에 준공했다. 대교는 하이퐁시 인민위원회의 지도 하에 프로젝트 관리사무소가 소유하고 있다.
빈 대교의 건설로 기존의 나룻배를 대체하고, 교통 체증과 강물이 불었을 때의 불편이 해소되었다. 또한 빈 대교로 인해 하이퐁 근교에 새로운 도시권이 형성될 것으로 기대하고 있다. 키엔 대교와 더불어 빈 대교도 베트남 북부 연해의 운송망 구축과 개발에 중요한 역할을 하고 있다.

## 사고
2010년 7월 17일, 2010년 제2호 태풍 꼰선에 의해 근처의 정박지에 정박해 있던 화물선 3척(중 1척은 17,500톤)이 떠내려가 빈 대교와 충돌하는 사고가 일어났다. 그 사고 인해 케이블 2개와 주기둥이 손상되면서 빈 대교의 통행이 금지되었다. 2012년에 일본 정부의 ODA 긴급지원 대상이 되어, 빈 대교의 보수 공사에 착수하였다. 같은 해 3월에 공사를 발주하였고, 5월에 착공되어 약 반년 후인 같은 해 11월 21일에 전면 재개통되었다. 일본 국제협력기구(JICA )가 공사비 중 5억 2280만 엔을 지원하였고, 베트남 정부는 나머지 213억 동 (약 8500만 엔)을 부담했다.